# Première République (France)
Pour les articles homonymes, voir Première République.
21 septembre 1792 – 18 mai 1804
(11 ans, 7 mois et 27 jours)
Entités précédentes :
- Royaume de France (monarchie constitutionnelle)
- Républiques sœurs
 - République bouillonnaise
 -  République cisrhénane
 - République rauracienne
 -  République subalpine
- Saint-Empire
 -  Principauté de Liège
 -  Pays-Bas autrichiens
 -  Principauté de Montbéliard
 -  Royaume de Piémont-Sardaigne (Savoie, Nice et Aoste)
 -  Principauté de Salm-Salm
- États pontificaux
 -  Comtat Venaissin
 - Avignon
- République de Genève
- Monaco
- République de Mulhouse
- Royaume de Corse

Entités suivantes :
- Empire français
- Royaume de Corse

La Première République, officiellement nommée République française, est le nom conventionnellement donné par les historiens à la période correspondant à l'ensemble des régimes républicains de la France de septembre 1792 à mai 1804. Amenée par la Révolution française, la Première République succède à la monarchie constitutionnelle qui disparaît le 10 août 1792 avec la prise du palais des Tuileries par les sans-culottes, annonçant une nouvelle guerre d'exercice du pouvoir en Europe. Elle exerce sa souveraineté sur les territoires actuels de la France et sur toutes les provinces du Saint-Empire situées sur la rive gauche du Rhin et formant les territoires actuels de la Belgique, du Luxembourg et d'une partie de l'actuelle Allemagne.
Le 21 septembre 1792, les députés de la Convention, réunis pour la première fois, décident à l'unanimité l'abolition de la monarchie constitutionnelle en France. 
Bien que la République n'ait jamais été officiellement proclamée, le 22 septembre 1792, la décision est prise de dater les actes de l'an I de la République. Le 25 septembre 1792, la République est déclarée « une et indivisible »[Pas dans la source]. De 1792 à 1802, la France est en guerre avec le reste de l'Europe. Elle connaît également des conflits intérieurs, avec les guerres de Vendée.
La République française, avant l'Empire, passa par trois formes de gouvernement ou régimes politiques différents :
- la Convention nationale, entre le 21 septembre 1792 et le 26 octobre 1795, inclut la période dite de la Terreur (1793 – 1794), durant laquelle l'essentiel du pouvoir réside dans le Comité de salut public dominé par les Montagnards (6 avril 1793 – 27 juillet 1794). À partir du 5 octobre 1793, le calendrier républicain est officiellement utilisé. Le 6 messidor an I (24 juin 1793) est proclamée la Constitution de l'an I, qui se substitue à la Constitution de 1791 : elle ne fut jamais appliquée. La chute de Robespierre, le 9 thermidor an II (27 juillet 1794), amène à la fin de la Terreur ;
- le Directoire, fondé par la Constitution de l'an III. Il s’étend entre le 26 octobre 1795 et le 9 novembre 1799 ;

- le Consulat, entre le 10 novembre 1799 et le 18 mai 1804, est issu du coup d'État du 18 Brumaire et défini par la Constitution de l'an VIII. Le Consulat prend fin avec l'instauration du Premier Empire. Dans la Constitution de l'an XII, il est précisé que le gouvernement de la République est confié à un empereur héréditaire. Pas plus que son instauration, l’abolition de la République n’est jamais officiellement proclamée[3]. L'usage du nom, qui avait alors son sens latin d’État ou d'organisation de l'État, dans le sens que Jean Bodin donnait à ce mot[4] appliqué à la royauté, tombe ensuite en désuétude pour disparaître complètement en 1808. Lorsqu'il sera repris, il aura pour unique signification un système démocratique électif.

## La fin de la monarchie constitutionnelle 1792
L'empereur Léopold II, frère de la reine Marie-Antoinette, est principalement occupé par son conflit avec l'Empire ottoman et par le partage de la Pologne, et ne se préoccupe pas des troubles intérieurs de la France. Jusqu'au 20 avril 1792, où tous les députés de l'Assemblée nationale législative, qui détient alors le pouvoir, votent « avec joie » unilatéralement la guerre au « roi de Bohême et de Hongrie », c'est-à-dire à l'empereur. Cette déclaration de guerre a comme cause, selon les acteurs, des problèmes de politique intérieure ou la volonté de déstabiliser les voisins hostiles à la révolution.
La déclaration de guerre à peine votée, la France, espérant une victoire rapide, envahit la Belgique, alors territoire du Saint-Empire. Dans le but de s'emparer de Mons, elle livre sans succès le combat de Quiévrain les 29 et 30 avril 1792 et celui de Marquain le 29 avril 1792. attaque, toujours sans succès, Tournai et doit faire face à une contre-offensive.
En juillet 1792, le duc de Brunswick, général des armées austro-prussiennes, fait publier le manifeste de Brunswick, dans lequel il fait peser la menace d'une destruction de Paris en cas d'atteinte à Louis XVI ou à la reine. Cette déclaration, rédigée dans les milieux émigrés, provoque l'effet inverse : elle ne fait qu'exacerber les troubles politiques issus de la Révolution et augmente le ressentiment des différentes factions politiques vis-à-vis de l'Europe anti-révolutionnaire. 
Durant les violences du 10 août 1792, une foule de Parisiens, qui n'ont pas oublié les tueries des hommes de La Fayette (massacre de Nancy, fusillade du Champ de Mars en juillet 1791) prend d'assaut le palais des Tuileries et massacre près de 600 gardes suisses, puis appelle à la chute de la monarchie. La famille royale se réfugie dans la salle du Manège, qui abrite alors l'Assemblée législative. La peur d'un nouveau mouvement anti-révolutionnaire fait éclater de nouvelles violences. Pendant la première semaine de septembre 1792, des foules de Parisiens s'introduisirent dans les prisons de la ville pour tuer plus de la moitié des prisonniers, dont des nobles, des membres du clergé, des prisonniers politiques, mais aussi des criminels de droit commun, comme des prostituées, des voleurs, des meurtriers, etc. Ces épisodes sont connus sous le nom de « massacres de septembre ».

## La Convention nationale
En raison de cette flambée de violence et de l'instabilité politique de la monarchie constitutionnelle, six membres de l'Assemblée législative sont chargés de la surveillance de futures élections. La Convention qui en résulte est fondée sur la double idée d'abolir la monarchie et de rédiger une nouvelle constitution. La première action de la Convention sera de proclamer la République et de retirer ses pouvoirs politiques au roi. Ce dernier devient alors un citoyen ordinaire, auquel est donné le nom de « Louis Capet »; nom sous lequel il sera jugé dès décembre 1792, pour crime de haute trahison, reconnu coupable le 16 janvier et guillotiné le 21 janvier 1793.
Durant l'hiver 1792 et le printemps 1793, Paris est durement touchée par la famine. La nouvelle Convention fait peu pour y remédier jusqu'à la fin du printemps 1793, et se préoccupe plutôt de la guerre toujours en cours. Finalement, le 6 avril 1793, la Convention crée le Comité de salut public, auquel on confie une tâche monumentale : 
« Remédier au mouvement radical constitué par les Enragés, aux pénuries alimentaires et aux émeutes, aux révoltes de Vendée et de Bretagne, aux récentes défaites des armées révolutionnaires, et à la désertion de son commandement général. »
Le Comité de salut public institue en fait une politique de terreur, la guillotine étant réservée à toute personne perçue comme ennemie de la République.
Malgré un mécontentement grandissant à l'égard de la Convention nationale en tant qu'organe dirigeant du pays, celle-ci rédige la Constitution de l'an I (1793), elle-même ratifiée par un vote populaire au début du mois d'août. Ce texte, qui proclame le suffrage universel à une époque où il commençait à poindre aux États-Unis, constitue un recul pour la bourgeoisie, qui avait jusqu'alors réussi à maintenir le suffrage censitaire. Il oblige également les pouvoirs publics à secourir les nécessiteux. L'importance accordée au Comité de salut public et ses pouvoirs vont grandissant. Les droits garantis par la Déclaration des droits de l'homme et du citoyen de 1789 et par la nouvelle Constitution sont alors suspendus. Le Comité procède à des milliers d'exécutions contre les ennemis réels et supposés de la jeune République, au point que l'on surnomme la guillotine le « rasoir national », entre autres. La politique et les lois du Comité conduisent la Révolution à un niveau alors jamais atteint. Le calendrier révolutionnaire est introduit, des églises dans et autour de Paris sont fermées pour continuer la déchristianisation de la République, Marie-Antoinette est jugée et exécutée, la loi des suspects est instaurée, etc. Des membres de plusieurs factions et groupes révolutionnaires sont exécutés, notamment des Hébertistes et des Dantonistes.

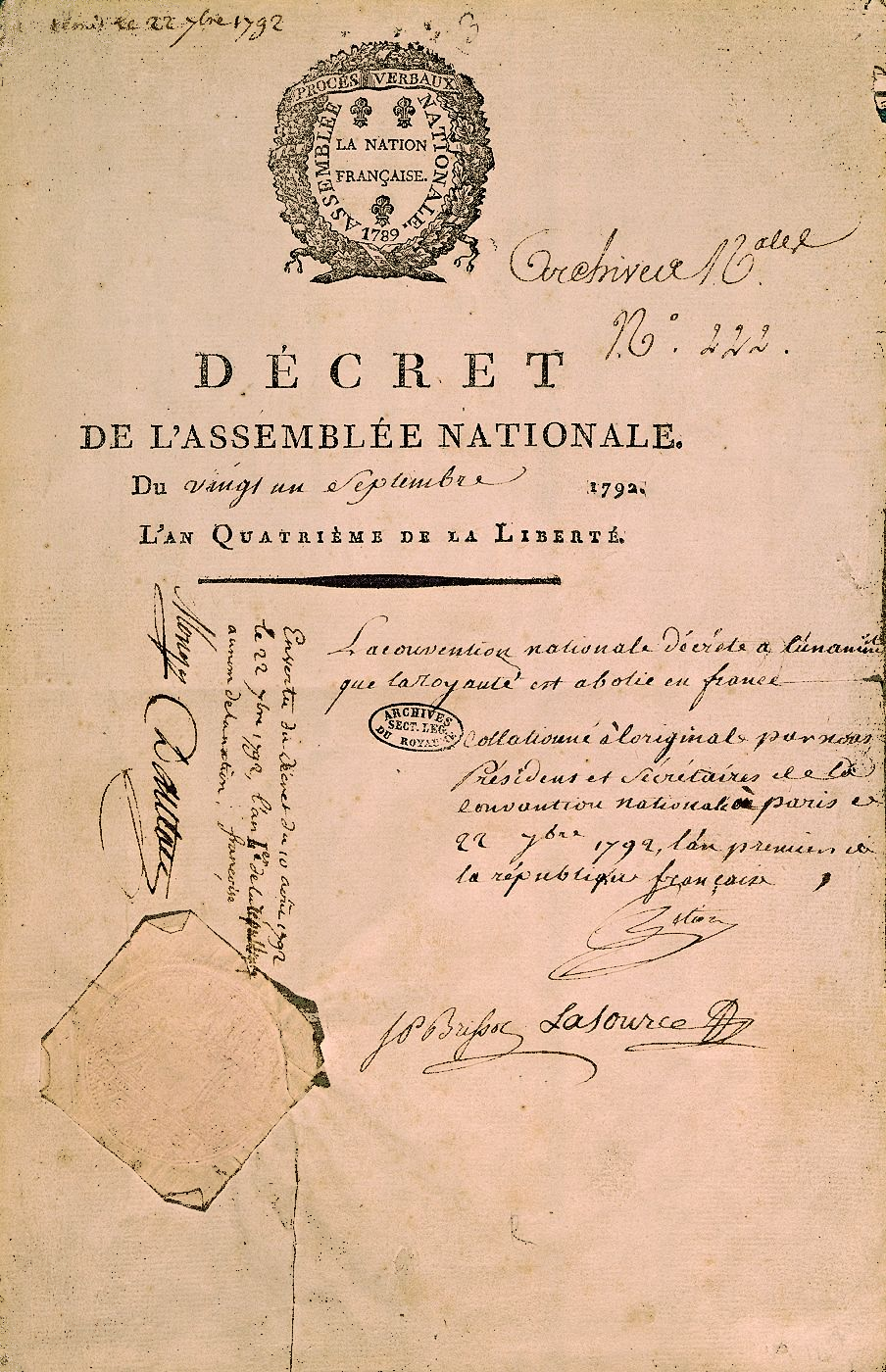
Décret de la Convention abolissant la royauté, 21 septembre 1792 (Archives nationales).

## Le Directoire
À la suite de la chute de Robespierre, le club des Jacobins est dissout et les Girondins survivants sont réintégrés. Le 22 août 1795 (5 fructidor de l'an III), la Convention nationale adopte la Constitution de l'an III, rédigée par une commission de onze membres à la suite du refus des Thermidoriens d'appliquer la Constitution de l'An I. Celle-ci rétablit la liberté de culte, permet la libération d'un grand nombre de prisonniers et, plus important encore, elle prévoit la tenue d'élections pour la constitution d'un nouveau corps législatif. Le triomphe de la réaction thermidorienne est manifeste : avec le suffrage censitaire rétabli, on en revient au principe des citoyens actifs et passifs de 1791. La Conjuration des Égaux de Gracchus Babeuf est écrasée dans le sang en 1797.
Le 3 novembre 1795, le Directoire est établi. Le pouvoir est partagé entre une chambre haute appelée le Conseil des Anciens comprenant 250 membres, une chambre basse appelée le Conseil des Cinq-Cents et un gouvernement exécutif de cinq membres appelé le Directoire (d'où le nom de cette période historique), qui n'a aucune autorité sur les deux Conseils. Chaque année, un des Directeurs est remplacé par un nouveau, élu par le Parlement. Le Conseil des Cinq-Cents est chargé de proposer les lois, qui doivent ensuite être adoptées par le Conseil des Anciens. Les deux chambres sont censées exercer un contre-pouvoir à un exécutif trop important, se protégeant ainsi de l'émergence d'une nouvelle dictature par une séparation stricte des pouvoirs. 
Malgré les succès militaires de Bonaparte en Italie, le régime est marqué par l'instabilité, la corruption et de graves problèmes financiers. Les Directeurs, souvent incapables de s'entendre, rendent difficile la prise de décisions, alors que le Parlement est le théâtre de violentes oppositions partisanes, comme ce fut le cas lors des coups d'État du 18 fructidor an V (4 septembre 1797) ou du 30 prairial an VII (18 juin 1799). Le Directoire a duré quatre années et prend fin avec le coup d'État du 18 brumaire (an VIII, 9 novembre 1799).

## Le Consulat

République française en 1801, à l'époque du Consulat.

Cette période commence avec le coup d'État du 18 brumaire an VIII (9 novembre 1799), soutenu par certains membres du Directoire, sous le commandement militaire de Napoléon Bonaparte. À la suite de cet épisode, un Consulat provisoire est mis en place, avec à sa tête, Bonaparte, Sieyès et Ducos ; puis le 11 nivôse an VIII (1er janvier 1800), le Consulat est officiellement installé avec Cambacérès et Lebrun comme nouveaux Consuls. Après l'instabilité qui caractérise le Directoire, le premier objectif du Consulat est de consolider le pouvoir exécutif. Une nouvelle constitution est produite et appliquée dès le 4 nivôse an VIII (25 décembre 1799). Cette dernière renforce le pouvoir exécutif représenté par les trois Consuls, la représentation des notables dans la vie politique française, mais le suffrage universel n'est pas officiellement aboli. Les droits de l'homme et du citoyen, ainsi que la défense des libertés, issues des idéaux révolutionnaires, sont absents dans le texte de cette nouvelle constitution, qui semble particulièrement adaptée aux ambitions de Bonaparte.
Napoléon Bonaparte est nommé Premier Consul, prenant alors la tête de l'exécutif. Il a le pouvoir de nommer aux principales fonctions publiques et il a un certain pouvoir d'initiative en matière législative. De même, le Premier Consul se retrouve doté de pouvoirs importants en diplomatie et en matière militaire. La constitution ne rompt cependant pas complètement avec la collégialité du Directoire, puisqu'il y a toujours trois consuls (bien que les deux derniers d'entre eux n'aient qu'un pouvoir consultatif). 
Parallèlement à ce pouvoir exécutif puissant, sont instituées quatre assemblées :
- Le Conseil d'État, dont les membres sont nommés par le Premier Consul, chargé de préparer les projets de lois, et d'assister le chef de l'État dans le jugement du contentieux administratif. Son rôle est défini dans la Constitution de l'an VIII, comme suit :

« Sous la direction des consuls, un Conseil d'État est chargé de rédiger les projets de lois et les règlements d'administration publique, et de résoudre les difficultés qui s'élèvent en matière administrative. »
— Constitution du 22 frimaire an VIII, article 52.
- Le Tribunat, officiellement institué le 11 nivôse an VIII (1er janvier 1800), composé de cent députés (cinquante après la Constitution de l'an X) désignés par le Sénat tous les cinq ans et renouvelables par 1/5e. Le Tribunat reprend une partie des fonctions du Conseil des Cinq-Cents : son rôle se limite à délibérer sur les projets de lois avant leur adoption par le Corps législatif.

- Le Corps législatif, institué en même temps que le Tribunat, qui remplace alors le Conseil des Anciens. Ses trois cents membres sont également désignés par le Sénat tous les cinq ans et renouvelables par 1/5e. Son rôle est alors de voter les projets de loi sans les discuter.

- Le Sénat conservateur, dont le rôle est d'abord de veiller à la conservation de la Constitution, d'où son nom, et d'élire les membres du Corps législatif et du Tribunat, les juges de cassation et les commissaires à la comptabilité. Le Sénat compte soixante membres inamovibles, âgés d'au moins quarante ans, nommés par Bonaparte, qui à leur tour, cooptent vingt autres sénateurs. Progressivement, le pouvoir de cette assemblée va s'étendre, puisqu'elle sera plus tard chargée de rédiger des textes législatifs, les sénatus-consultes, institués par la Constitution de l'an X.

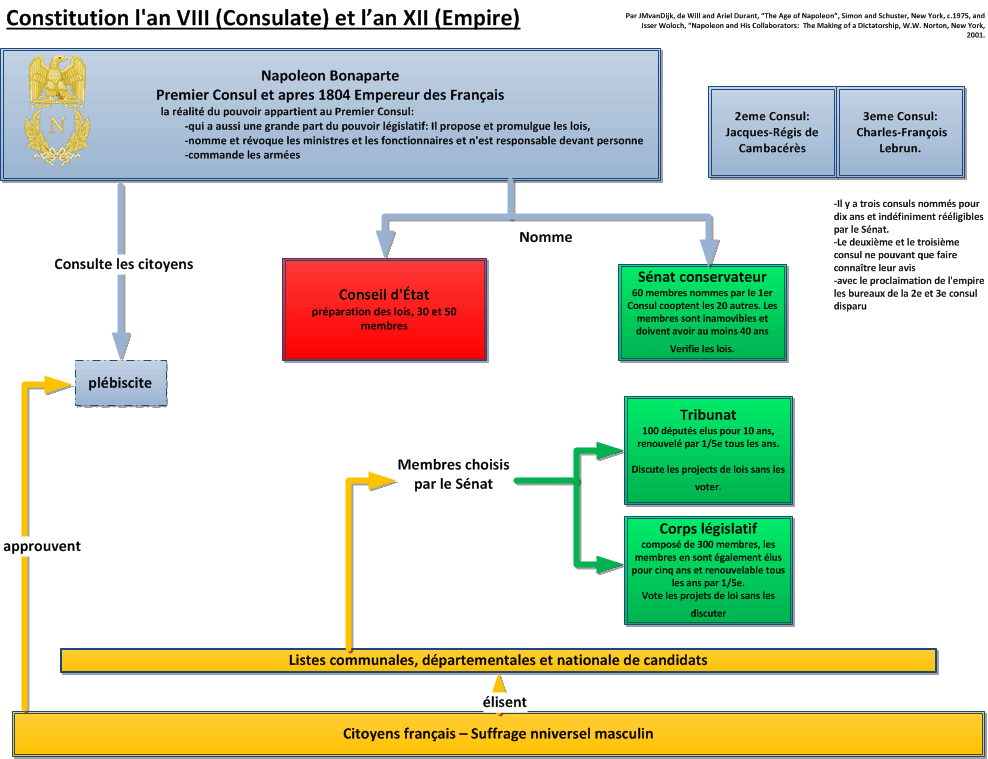
Constitution an VIII et l'Empire français.

Bonaparte va s'employer à rendre le Consulat durable. Dans un premier temps, il rétablit la paix dans la République. Il met fin aux insurrections dans l'Ouest de la France, soit par des négociations, soit par une présence militaire. Il permet au clergé, chassé depuis la Révolution, de revenir sur le territoire national. Plus important encore, il met fin aux guerres avec les autres nations européennes, notamment avec l'Autriche.
Le Consulat est également une période d'affermissement de l'État. Dès 1802, le budget de la France est équilibré. La Banque de France est créée en 1800, alors que la Constitution prévoit également la création de la Cour des comptes. Les préfets sont institués par la loi du 28 pluviôse an VIII (19 février 1800), qui définit également plus finement le maillage administratif français. La justice, quant à elle, devient de plus en plus autoritaire, même si le Consulat ne remet pas en cause l'égalité de chaque citoyen devant la loi. Notons enfin que le Consulat marquera le retour du pouvoir religieux dans une France révolutionnaire auparavant réfractaire à toute intervention du clergé dans la vie publique. Souhaitant reconstruire un lien social plus fort après la destruction de la société d'ordres qui caractérisait l'Ancien Régime, Napoléon Bonaparte, à la suite de négociations avec le pape Pie VII, promulgue le Concordat de 1801, qui permet dès 1802 de réorganiser la présence de l'Église catholique romaine dans la République française.
L'opposition à Napoléon et au Consulat est rapidement réduite au silence. Les mouvements jacobins et royalistes sont contrôlés, et la presse est muselée, Bonaparte fait supprimer une soixantaine de journaux opposés au régime en janvier 1800.
Alors que la Constitution de l'An VIII octroyait le pouvoir à Bonaparte pour dix ans, il fait intervenir le Tribunat, le Sénat et le peuple par l'intermédiaire d'un plébiscite en 1802, pour qu'un sénatus-consulte lui confère le statut de Consul à vie. De plus, la Constitution de l'An X (1802) réduit le nombre de membres du Tribunat de cent à cinquante membres, alors que le pouvoir législatif du Sénat conservateur s'agrandit.
Le Consulat prend fin en 1804, par la proclamation de l'Empire.

## Représentation
Le peintre Jean-Baptiste Wicar peint la première représentation de La République en 1793 à Florence. Le tableau est conservé au musée de la Révolution française.

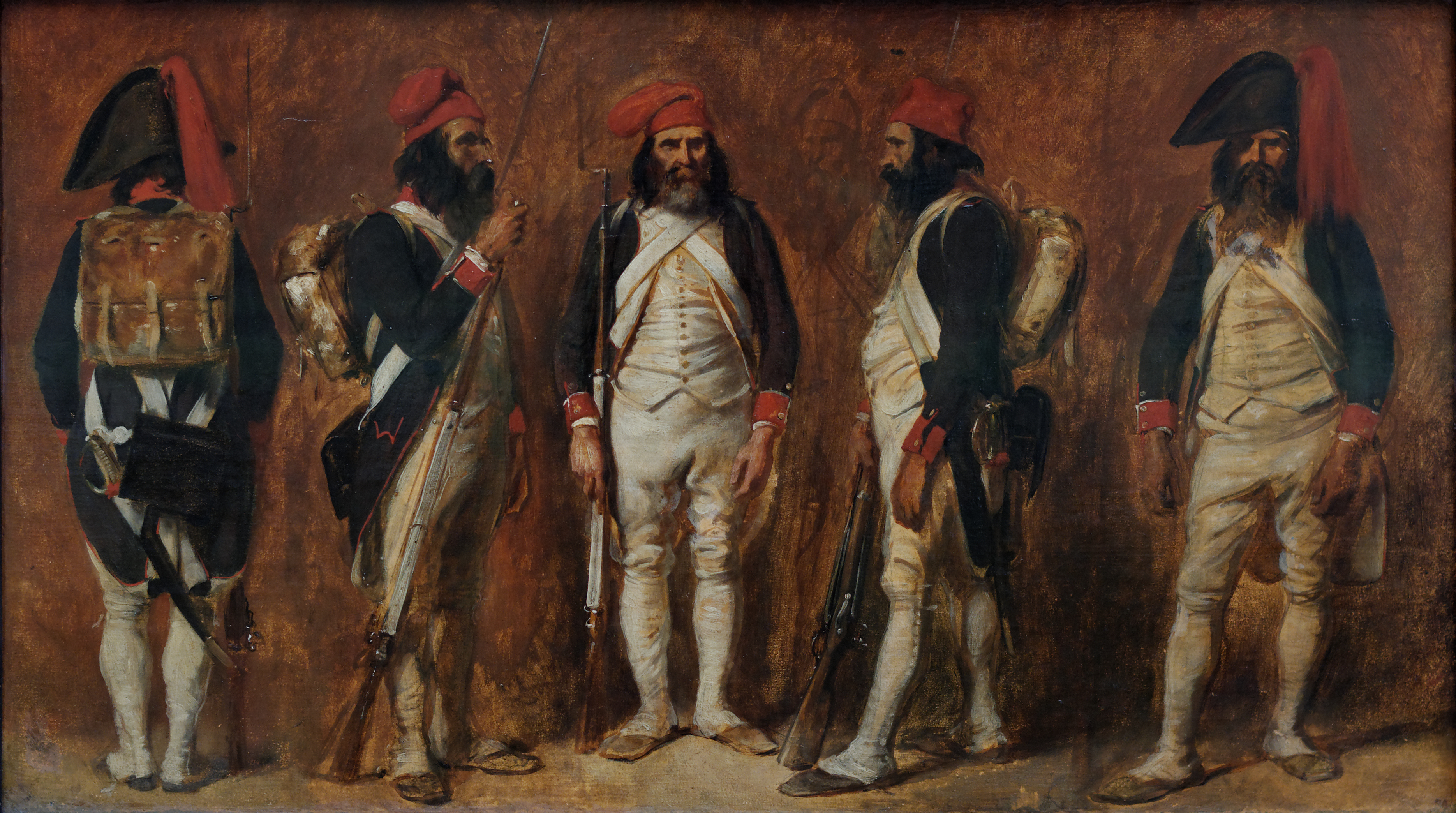
Soldats de la Première République, Auguste Raffet (v. 1840).